# Эффект недавнего
Эффект недавности (аберрация близости) — тенденция оценивать значение недавних событий выше, чем более ранних событий. 
Другими словами, это увеличение вероятности припоминания последних элементов расположенного в ряд материала по сравнению со средними элементами ряда. Изучается в контексте исследований памяти, процессов научения и социальной перцепции. Установлено, что эффект недавности зависит не от длины запоминаемого ряда и темпа его предъявления, а от характера деятельности, выполняемой непосредственно после предъявления ряда: если решается задача на обнаружение сигнала, то эффект недавности сохраняется, если же решается вербальная (например, арифметическая) задача, то эффект недавности отсутствует.
В узком смысле — аберрация близости. Это искаженное восприятие историком недавних событий. Так как все последствия того или иного явления ещё не ясны полностью, исследователь, воспринимающий обширный поток сведений, не способен отличить в нем главное от второстепенного; события теряют масштабность. Некоторые процессы, кажущиеся современникам ничтожными, проявят себя лишь в будущем. С другой стороны, значение многих недавних событий раздувается пропагандой или общественным мнением, которые влияют и на историка.
Входит в список когнитивных искажений.

## История явления
Первыми предпосылками описания эффекта недавности стали исследования «эффекта края» в 1879—1884 годах немецким психологом-экспериментатором Германом Эббингаузом, занимавшимся изучением закономерности запоминания. Эффект края — явление, заключающееся в том, что из расположенного в ряд заучиваемого материала элементы, находящиеся в начале и конце, запоминаются быстрее, чем элементы, находящиеся в середине.
В 1960-е годы было обнаружено, что успешность воспроизведения первых и последних элементов ряда зависит от различных факторов, что привело к разделению эффекта края на эффект первичности и эффект недавности.

## Последствия обнаружения феномена
В 1969 У. Кинч и Г. Бушке показали, что в случае запоминания списка, состоящего преимущественно из слов, имеющих акустическое сходство, уменьшается эффект недавности.
В эксперименте Ф. Крэйка и Р. Локарта на свободное воспроизведение (1972) эффект недавности был также установлен.

## Критика и альтернативные точки зрения
Р. Аткинсон и Р. Шиффрин создали математическую модель функционирования системы переработки информации с тремя блоками памяти. В рамках этой модели, эффект недавности обусловлен извлечением информации из вербально-акустической кратковременной памяти. Однако экспериментальная критика показала, что в рамках трёхкомпонентных моделей сделана неправомерная попытка редукции качественно различных явлений к одной упрощённой структурной схеме. В других исследованиях было показано, что эффект недавности сохраняется при полной нагрузке на кратковременную память, хотя согласно моделям он должен был исчезать.

## Отличия отэффекта первичности
Эффект первичности проявляется не только когда люди составляют впечатление друг о друге, но и во множестве других ситуаций, связанных с оценкой последовательной информации. Во многих случаях люди более подвержены влиянию первого впечатления, нежели последующих. Однако в некоторых случаях названное последним может произвести более сильное впечатление, чем названное первым – это явление известно как эффект недавности.
Вопрос, какой же из двух эффектов сильнее, был исследован Норманом Миллером и Доналдом Кэмпбеллом в 1959 году. Миллер и Кэмпбелл инсценировали судебный процесс, касающийся ущерба, нанесенного подозреваемому в результате ложного обвинения. Разбирательства были устроены так, что материалы обвинения поставлялись в виде одного блока текста, а материалы защиты — в виде другого. Иными словами, информация одной стороны (истца) включала в себя показания вызванных этой стороной свидетелей, перекрестный допрос этих свидетелей и вступительную и заключительную речи адвоката истца. Ответчик представлял информацию, включавшую показания и допрос вызванных им свидетелей и вступительную и заключительную речи его адвоката.
Миллер и Кэмпбелл составили магнитофонные записи, где роли адвокатов, свидетелей и прочих озвучивали разные люди, каждая из записей длилась около 45 минут. В некоторых случаях субъекты давали оценку непосредственно после прослушивания информации, состоящей из двух блоков, в других случаях неделя отделяла различные фазы эксперимента. Учёные обнаружили, что в одних случаях проявлялся эффект первичности, а в других - эффект недавности. То есть, в одних случаях на людей большее впечатление производила первая часть информации, в других - вторая. Когда спустя неделю после прослушивания подряд обеих сторон испытуемых спрашивали, какой бы они вынесли приговор, проявлялся эффект первичности. С другой стороны, когда между выступлениями сторон проходила неделя, а решение выносилось сразу после прослушивания второй стороны, возникал эффект недавности. Миллер и Кэмпбелл установили, что эффект недавности также обусловливал и разницу в воспроизведении субъектами описанных событий.